# 클리프톤 데이비스

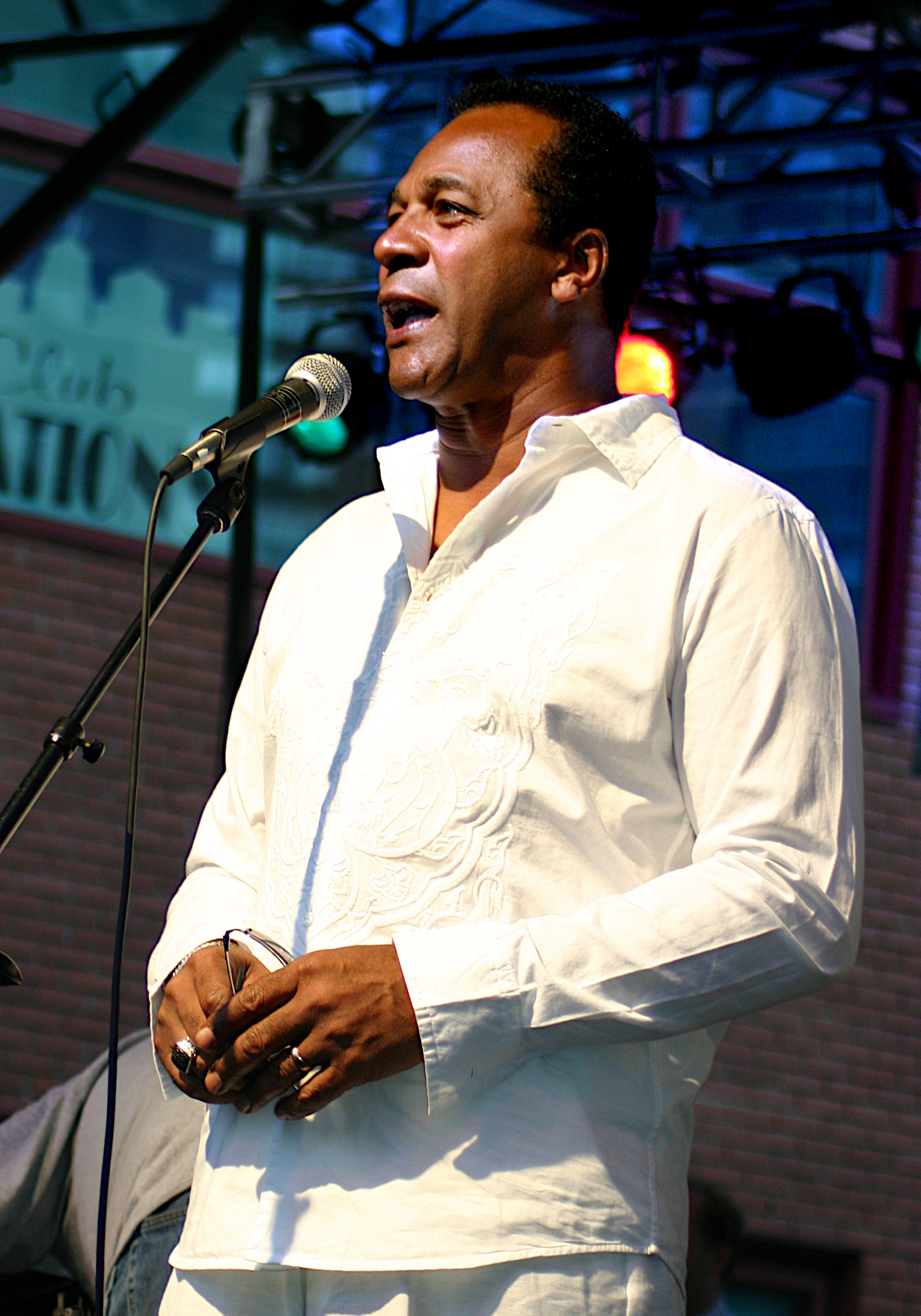

클리프톤 데이비스(Clifton Davis, 1945년 10월 4일 ~ )는 미국의 작곡가, 작사가, 희극인, 배우이다.
시카고에서 태어났다.

## 출연 작품
- 할로윈타운 하이 (2004, Halloweentown High)
- 맥스 키블의 대반란 (2001년) - 바비 크레이지 렉스 뉴브워스 역
- 킹덤 컴 (2001년)
- 애니 기븐 선데이 (1999년) - 타이론 스몰스 역
- 드림 데이트 (1989년)
- 로스트 인 더 스타스 (1974년)
- 데이빗 프로스트 쇼 (1969년)